# حبيل الضبر (ردفان)

تعديل مصدري - تعديل

حبيل الضبر هي إحدى قرى عزلة الحبيلين بمديرية ردفان التابعة لمحافظة لحج، بلغ تعداد سكانها 122 نسمة حسب تعداد اليمن لعام 2004.